# 土卫十六

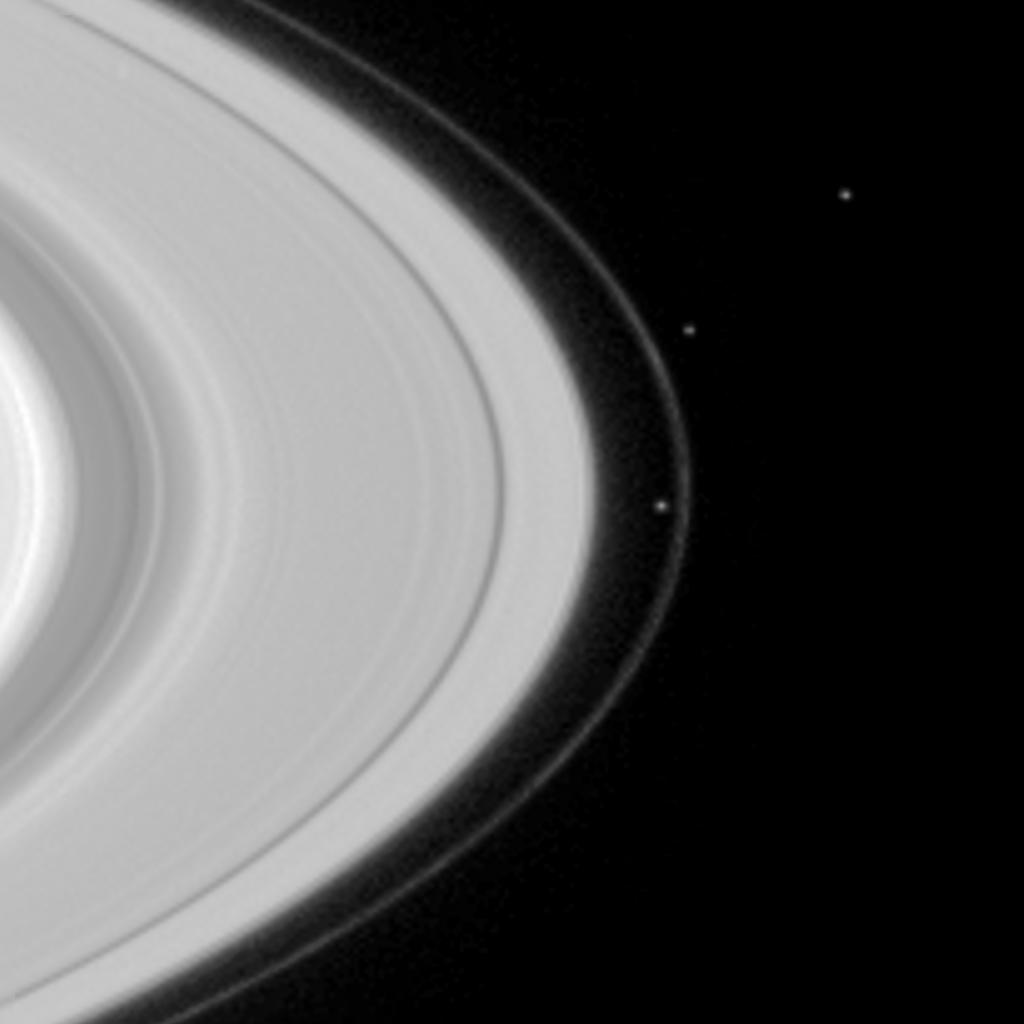
卡西尼号2004年5月1日摄于距离土星3140万千米处，土卫十六是图中三颗卫星中间的一颗

土卫十六又稱為「普羅米修斯」（S/1980 S 27, Prometheus），是环绕土星运行的一颗卫星。

## 概述
這顆衛星半长轴約為139,380公里，繞土星公轉週期0.61299天，與黃道及土星赤道的軌道傾角為0.008°，軌道離心率0.0022。